# Zlatno (powiat Poltár)
Zlatno – wieś (obec) na Słowacji położona w kraju bańskobystrzyckim, w powiecie Poltár. Pierwsze wzmianki o miejscowości pochodzą z roku 1611.
Według danych z dnia 31 grudnia 2012, wieś zamieszkiwało 468 osób, w tym 237 kobiet i 231 mężczyzn.
W 2001 roku rozkład populacji względem narodowości i przynależności etnicznej wyglądał następująco:
- Słowacy – 92,02%
- Romowie – 0,19%
- Ukraińcy – 0,38%
- Węgrzy – 0,57%

Ze względu na wyznawaną religię struktura mieszkańców kształtowała się w 2001 roku następująco:
- Katolicy rzymscy – 58,75%
- Ewangelicy – 6,84%
- Prawosławni – 0,76%
- Ateiści – 17,49%
- Nie podano – 14,83%